# Heilbronner Neckarcup 2022
L'Heilbronner Neckarcup 2022 è stato un torneo maschile di tennis professionistico. È stata l'8ª edizione del torneo, facente parte della categoria Challenger 100 nell'ambito dell'ATP Challenger Tour 2022, con un montepremi di 90 280 €. Si è svolto dal 9 al 14 maggio 2022 sui campi in terra rossa del TC Heilbronn Trappensee E.V. 1892 di Heilbronn in Germania.

## Partecipanti

### Teste di serie
| Nazionalità   | Giocatore               | Ranking* | Testa di serie |
| ------------- | ----------------------- | -------- | -------------- |
| Germania      | Daniel Altmaier         | 65       | 1              |
| Argentina     | Facundo Bagnis          | 97       | 2              |
| Colombia      | Daniel Elahi Galán      | 109      | 3              |
| Spagna        | Bernabé Zapata Miralles | 113      | 4              |
| Taipei cinese | Tseng Chun-hsin         | 118      | 5              |
| Moldavia      | Radu Albot              | 120      | 6              |
| Svizzera      | Marc-Andrea Hüsler      | 125      | 7              |
| Slovacchia    | Andrej Martin           | 135      | 8              |

* Ranking al 2 maggio 2022.

### Altri partecipanti
I seguenti giocatori hanno ricevuto una wild card per il tabellone principale:
- Max Hans Rehberg
- Marius Copil
- Bernabé Zapata Miralles

I seguenti giocatori sono entrati in tabellone come alternate::
- Nicola Kuhn
- Alexander Ritschard
- Jelle Sels

I seguenti giocatori sono passati dalle qualificazioni:
- Jonáš Forejtek
- Rudolf Molleker
- Sumit Nagal
- Henri Squire
- Benjamin Hassan
- Oleksii Krutykh

Il seguente giocatore è entrato in tabellone come lucky loser:
- Miljan Zekić

## Campioni

### Singolare
Daniel Altmaier ha sconfitto in finale  Andrej Martin con il punteggio di 3–6, 6–1, 6–4.

### Doppio
Nicolás Barrientos /  Miguel Ángel Reyes Varela hanno sconfitto in finale  Jelle Sels /  Bart Stevens con il punteggio di 7–5, 6–3.